# مديرية أحور

تعديل مصدري - تعديل

مديرية أحور إحدى مديريات محافظة أبين في اليمن. بلغ عدد سكانها 25246 نسمة عام 2004. مركزها مدينة اللحية.

موقع مديرية أحور في محافظة أبين

## التقسيم الإداري
تقسم المديرية إدارياً إلى عزلة واحدة تحمل نفس اسم المديرية.